# Ferdinando di Baviera
Ferdinando di Wittelsbach (Monaco di Baviera, 6 ottobre 1577 – Arnsberg, 13 settembre 1650) fu arcivescovo eletto di Colonia (Germania) dal 1612 al 1650 e successore di Ernesto di Baviera in questa carica.
Fu anche vescovo eletto di Hildesheim, Frisinga, Liegi, Münster e Paderborn.

## Biografia

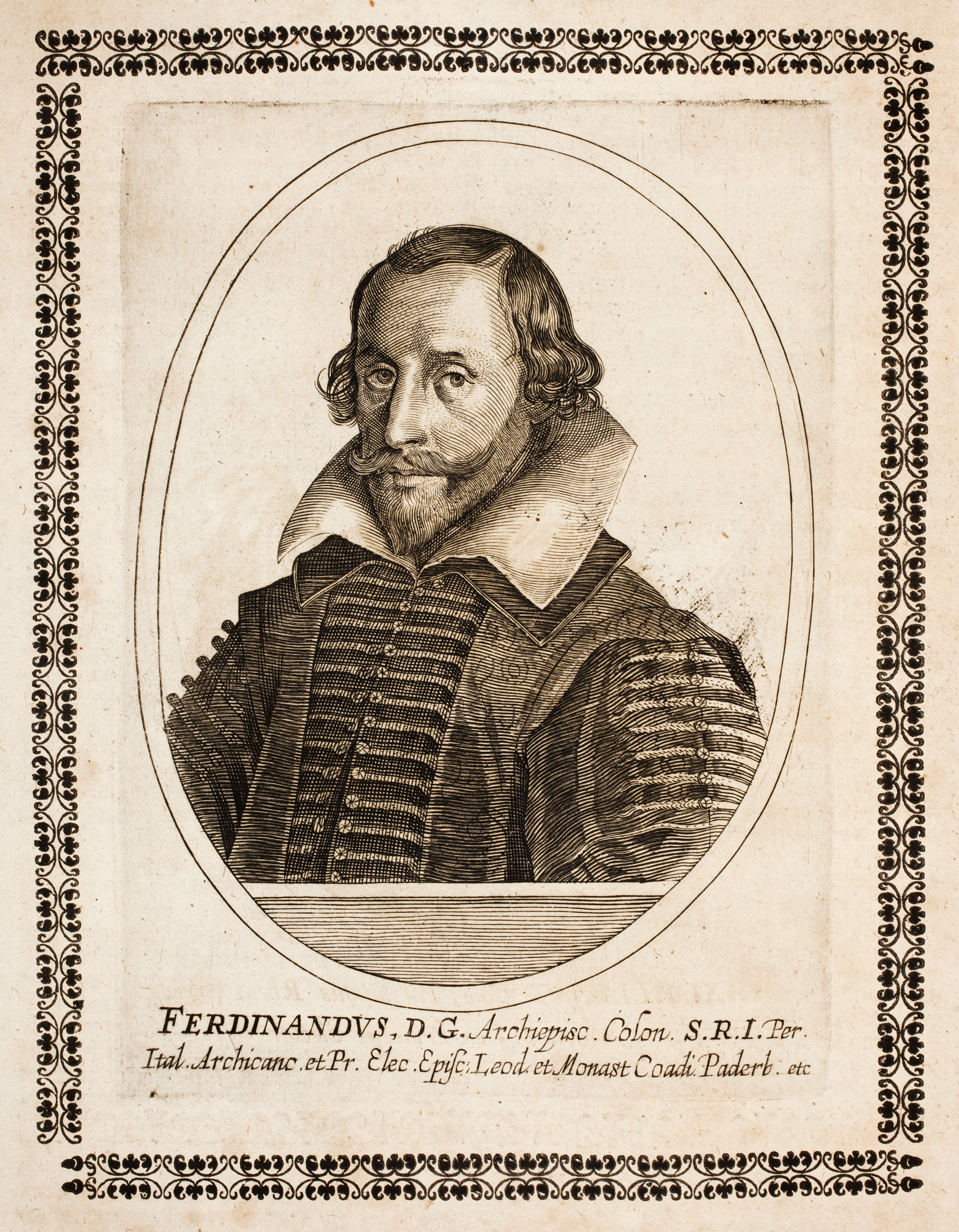
Ferdinando di Baviera

Ferdinando nacque a Monaco, figlio del duca Guglielmo V di Baviera e di Renata di Lorena. 
Data la sua condizione di fratello minore, venne ben presto avviato dai genitori alla carriera ecclesiastica, studiando presso la scuola dei Gesuiti di Ingolstadt già dal 1587. Divenne presto canonico a Magonza, Colonia, Würzburg, Treviri, Salisburgo e a Passavia. Nel 1595 divenne Prevosto di Berchtesgaden e coadiutore dello zio Ernesto di Baviera. Suo zio aveva infatti intenzione di rinunciare al proprio incarico lasciando a Ferdinando gran parte dei territori da lui governati. Alla morte di Ernesto, nel 1612, Ferdinando venne eletto arcivescovo di Colonia e vescovo di Liegi, Hildesheim, Münster e, dal 1618, di Paderborn ed anche Principe-Abate di Stablo e di Malmedy, ma non ricevette mai gli ordini maggiori durante il corso della sua vita. 
Ferdinando lavorò sodo per garantire nelle proprie diocesi la presenza del cattolicesimo attraverso l'attuazione di riforme e l'applicazione delle disposizioni del Concilio di Trento e incrementando il ruolo dei Wittelsbach in Germania. Nel 1612 egli propose il fratello, il duca Massimiliano I di Baviera, per la corona del Sacro Romano Impero, ma fu Massimiliano stesso a rifiutare questa nomina.
Nel 1618 scoppiò la Guerra dei Trent'anni. Ferdinando ebbe un iniziale successo nel sostenere i principi cattolici, mantenendo le proprie diocesi lontane dalla guerra, ma le sue terre vennero devastate poco dopo dagli svedesi. Al termine della guerra gli eserciti svedese, francese, spagnolo e imperiale si trovarono a scontrarsi nel bel mezzo dei suoi territori, che vennero devastati. Nel 1642 egli nominò il nipote, Massimiliano Enrico, suo coadiutore e si ritirò dalla maggior parte degli affari temporali della diocesi. 
Ferdinando fu il responsabile di numerose esecuzioni capitali avvenute nella sua diocesi e dovute al fanatismo della caccia alle streghe
Ferdinando morì nel 1650 ad Arnsberg e venne sepolto nel Duomo di Colonia. Gli succedette il nipote Massimiliano Enrico di Baviera.

## Ascendenza
|                           |                       |                                   | Genitori                            |  |  | Nonni |  |  | Bisnonni                   |  |  | Trisnonni                 |  |
|                           |                       |                                   |                                     |  |  |       |  |  | 8. Guglielmo IV di Baviera |  |  | 16. Alberto IV di Baviera |  |
|                           |                       |                                   |                                     |  |  |       |  |  | 8. Guglielmo IV di Baviera |  |  | 16. Alberto IV di Baviera |  |
|                           |                       | 17. Cunegonda d'Austria           |                                     |  |  |       |  |  | 8. Guglielmo IV di Baviera |  |  |                           |  |
| 4. Alberto V di Baviera   |                       |                                   |                                     |  |  |       |  |  | 8. Guglielmo IV di Baviera |  |  |                           |  |
|                           |                       | 9. Maria Giacomina di Baden       | 18. Filippo I di Baden              |  |  |       |  |  |                            |  |  |                           |  |
|                           |                       | 9. Maria Giacomina di Baden       | 18. Filippo I di Baden              |  |  |       |  |  |                            |  |  |                           |  |
|                           |                       | 9. Maria Giacomina di Baden       | 19. Elisabetta del Palatinato       |  |  |       |  |  |                            |  |  |                           |  |
| 2. Guglielmo V di Baviera |                       | 9. Maria Giacomina di Baden       |                                     |  |  |       |  |  |                            |  |  |                           |  |
|                           |                       | 10. Ferdinando I d'Asburgo        | 20. Filippo I d'Asburgo             |  |  |       |  |  |                            |  |  |                           |  |
|                           |                       | 10. Ferdinando I d'Asburgo        | 20. Filippo I d'Asburgo             |  |  |       |  |  |                            |  |  |                           |  |
|                           |                       | 10. Ferdinando I d'Asburgo        | 21. Giovanna di Castiglia           |  |  |       |  |  |                            |  |  |                           |  |
| 5. Anna d'Asburgo         |                       | 10. Ferdinando I d'Asburgo        |                                     |  |  |       |  |  |                            |  |  |                           |  |
|                           |                       | 11. Anna Jagellone                | 22. Ladislao II di Boemia           |  |  |       |  |  |                            |  |  |                           |  |
|                           |                       | 11. Anna Jagellone                | 22. Ladislao II di Boemia           |  |  |       |  |  |                            |  |  |                           |  |
|                           |                       | 11. Anna Jagellone                | 23. Anna di Foix-Candale            |  |  |       |  |  |                            |  |  |                           |  |
| 1. Ferdinando di Baviera  |                       | 11. Anna Jagellone                |                                     |  |  |       |  |  |                            |  |  |                           |  |
|                           | 12. Antonio di Lorena | 24. Renato II di Lorena           |                                     |  |  |       |  |  |                            |  |  |                           |  |
|                           | 12. Antonio di Lorena | 24. Renato II di Lorena           |                                     |  |  |       |  |  |                            |  |  |                           |  |
|                           | 12. Antonio di Lorena | 25. Filippina di Gheldria         |                                     |  |  |       |  |  |                            |  |  |                           |  |
| 6. Francesco I di Lorena  | 12. Antonio di Lorena |                                   |                                     |  |  |       |  |  |                            |  |  |                           |  |
|                           |                       | 13. Renata di Borbone-Montpensier | 26. Gilberto di Borbone-Montpensier |  |  |       |  |  |                            |  |  |                           |  |
|                           |                       | 13. Renata di Borbone-Montpensier | 26. Gilberto di Borbone-Montpensier |  |  |       |  |  |                            |  |  |                           |  |
|                           |                       | 13. Renata di Borbone-Montpensier | 27. Chiara Gonzaga                  |  |  |       |  |  |                            |  |  |                           |  |
| 3. Renata di Lorena       |                       | 13. Renata di Borbone-Montpensier |                                     |  |  |       |  |  |                            |  |  |                           |  |
|                           |                       | 14. Cristiano II di Danimarca     | 28. Giovanni di Danimarca           |  |  |       |  |  |                            |  |  |                           |  |
|                           |                       | 14. Cristiano II di Danimarca     | 28. Giovanni di Danimarca           |  |  |       |  |  |                            |  |  |                           |  |
|                           |                       | 14. Cristiano II di Danimarca     | 29. Cristina di Sassonia            |  |  |       |  |  |                            |  |  |                           |  |
| 7. Cristina di Danimarca  |                       | 14. Cristiano II di Danimarca     |                                     |  |  |       |  |  |                            |  |  |                           |  |
|                           |                       | 15. Isabella d'Asburgo            | 30. Filippo I d'Asburgo (= 20)      |  |  |       |  |  |                            |  |  |                           |  |
|                           |                       | 15. Isabella d'Asburgo            | 30. Filippo I d'Asburgo (= 20)      |  |  |       |  |  |                            |  |  |                           |  |
|                           |                       | 15. Isabella d'Asburgo            | 31. Giovanna di Castiglia (= 21)    |  |  |       |  |  |                            |  |  |                           |  |
|                           |                       | 15. Isabella d'Asburgo            |                                     |  |  |       |  |  |                            |  |  |                           |  |